# 동호초등학교 (강원)
동호초등학교는 대한민국 강원특별자치도 동해시에 있는 공립 초등학교이다.

## 학교 연혁
- 1956.01.07 동호국민학교 설립 인가
- 1956.04.09 개교
- 1996.03.01 동호초등학교로 교명 변경
- 2013.09.01 제22대 김연복 교장 선생님 취임
- 2014.02.15 제55회 졸업식 거행(졸업생 95명, 누계 15,325명)
- 2014.03.01 초등 16(특수1)학급 편성

## 참고 자료
- 동호초등학교 - 한국교육학술정보원 학교알리미